# Cam Tân
Cam Tân là một xã thuộc huyện Cam Lâm, tỉnh Khánh Hòa, Việt Nam.
Xã Cam Tân có diện tích 29,21 km², dân số năm 1999 là 7496 người, mật độ dân số đạt 257 người/km².